# White Chalk
White Chalk — сьомий студійний альбом музикантки та виконавиці Пі Джей Гарві, представлений у 2007 році лейблом Island Records.

## Композиції
Автор музики і слів PJ Harvey. 
| #     | Назва              | Тривалість |
| ----- | ------------------ | ---------- |
| 1.    | «The Devil»        | 2:55       |
| 2.    | «Dear Darkness»    | 3:09       |
| 3.    | «Grow Grow Grow»   | 3:21       |
| 4.    | «When Under Ether» | 2:22       |
| 5.    | «White Chalk»      | 3:06       |
| 6.    | «Broken Harp»      | 1:57       |
| 7.    | «Silence»          | 3:05       |
| 8.    | «To Talk to You»   | 4:00       |
| 9.    | «The Piano»        | 2:36       |
| 10.   | «Before Departure» | 3:45       |
| 11.   | «The Mountain»     | 3:10       |
| 33:57 |                    |            |

## Персоналії
Музиканти
- Пі Джей Гарві — вокал, фортепіано, акустична гітара, бас, клавішні, цитра, гармоніка, арфа, cigfiddle
- Джон Періш — барабани, бас-гітара, акустична гітара, банджо, перкусія, бек-вокал
- Ерік Дрю Фельдман — фортепіано, клавішні, оптиган, мелотрон, синтезатор Муга, бек-вокал
- Джим Уайт — барабани, перкусія

Додаткові музиканти (трек 10)
- Ніко Браун — концертина, бек-вокал
- Ендрю Діксон — бек-вокал
- Бріджит Пірс — бек-вокал
- Мартін Брунсден — бек-вокал
- Нік Біка — бек-вокал

Технічний персонал
- Flood — продюсування, звукорежисер, мікшування
- Джон Періш — продюсування, мікшування
- Пі Джей Гарві — продюсування, мікшування, додаткова звукорежисерка
- Кетрін Маркс — асистент звукорежисера
- Ендрю Саворс — асистент звукорежисера
- Алі Чант — асистент звукорежисера

Дизайн
- Марія Мохнач — художнє оформлення, фото
- Роб Крейн — художнє оформлення